# Dettingen an der Iller
Dettingen an der Iller è un comune tedesco di 2 718 abitanti situato nel land del Baden-Württemberg.